# 米凯拉·莫约利
米凯拉·莫约利（義大利語：Michela Moioli，1995年7月17日—），意大利女子单板滑雪运动员。她曾代表意大利参加2014年、2018年和2022年冬季奥林匹克运动会单板滑雪比赛，获得一枚金牌和一枚银牌。